# José Luis Pérez Chiscano
José Luis Pérez Chiscano (Villanueva de la Serena, 1930-ibid., 4 de enero de 2022) fue un naturalista, botánico, ornitólogo, farmacéutico, ecólogo, explorador español, especialista en orquídeas. Era Doctor en Farmacia por la Universidad Complutense de Madrid.

## Biografía
Estudió en la Facultad de Farmacia de la Universidad Complutense de Madrid en la década de los cincuenta. Allí tuvo entre otros profesores a un gran botánico de gran renombre como investigador, que fue hijo y padre de botánicos: Salvador Rivas Goday, padre del también prestigioso botánico Salvador Rivas Martínez e hijo de Marcelo Rivas Mateos, extremeño de Serradilla, de donde le venía a Don Salvador –como aún le llaman quienes le conocieron- el vínculo afectivo con Extremadura. Con él fue, después de varios años en Madrid, a hablar José Luis, para ofrecerse como colaborador, para ponerse al servicio de tan eminente científico. Tenía una recomendación de un familiar suyo que vivía en Villanueva, su tío Aurelio Rivas Mateos. Y es que, en realidad, lo que José Luis había querido estudiar desde pequeño era Ciencias Naturales; pero fue Aurelio quien le dijo que en la Facultad de Farmacia de la Complutense ocupaba la plaza de catedrático un sobrino suyo, el Dr. Rivas Goday, y le convenció para que hiciera Farmacia. Con él comenzó a moverse en el terreno de la botánica y en especial en el de la fitosociología, rama en la que Rivas Goday creó escuela. En aquellos tiempos Rivas y sus colaboradores (Borja, Monasterio, etc), llevaban a los estudiantes de Farmacia a excursiones botánicas que a menudo partían de la Estación de Atocha. Se hacían en tren: Aranjuez, Ontígola, Pinto y Valdemoro… Terminó la carrera en 1954 y se hizo colaborador habitual de Rivas-Goday; creció en la disciplina de la fitosociología haciendo muestreos de campo, colectando especímenes e identificando y conociendo en detalle muchas de las comunidades vegetales ibéricas.
Sin embargo, pese a sus primeros intentos profesionales en el terreno científico, decidió montar su farmacia en Villanueva de la Serena allá por el 1958 y renunció a ello, por lo menos por esa vía directa. Por esas mismas fechas, se casó, con Elena Álvarez Cienfuegos, villanovense también, con quien ha tenido y tiene cuatro hijos y una larga vida en común.
Pero continuó; mientras se formaba en Madrid había sabido de la existencia de un grupo de científicos, encabezado por Francisco Bernis (el padre de la ornitología en España), ya catedrático de zoología en la misma universidad donde él estudiaba, que habían decidido organizarse y unir sus esfuerzos a través de la Sociedad Española de Ornitología (SEO). José Luis Pérez Chiscano ha tenido desde aquellos años, y a lo largo de toda su vida, mucho contacto personal y profesional con dos de aquellos importantes científicos, con José Antonio Valverde sobre todo –otro de los zoólogos españoles más importantes-, pero también con Francisco Bernis y con muchos otros conocidos científicos españoles. Entre todos empezaron aquel proyecto ilusionante que fue el germen del desarrollo posterior, que hasta nuestros días, ha tenido la ornitología en España.
Aquella fue su entrada a la ornitología, materia en la que fue, como estos estudiosos, también un pionero. Pérez Chiscano había comenzado su labor de ornitólogo por aquella época, pero no dio sus primeros frutos hasta 1965, en el primer artículo que publicó, en Ardeola (la revista científica de la SEO, ahora SEO/BirdLife), sobre canasteras y charrancitos en la cuenca extremeña del Guadiana. Esa fecha de publicación puede ser equívoca, por lo tardía, como también, su no demasiado abundante producción científica bibliográfica posterior. Y es que, lo que ha publicado no es más que una pequeña muestra de su ingente trabajo de campo, según sus colaboradores más próximos.
En aquellos años también, empezó a tomar contacto con un colega botánico unos años más joven que él, al que conoció en 1967, que favoreció su regreso al mundo de las plantas. Se trataba del también extremeño, Dr. Miguel Ladero Álvarez, en la actualidad Catedrático de Botánica de la Universidad de Salamanca, uno de los más prestigiosos botánicos españoles.
Fruto de esos nuevos contactos fue, en 1975, su doctorado. Su tesis, dirigida por el Dr. Ladero, con el que tendrá una estrechísima colaboración hasta el momento actual, se tituló: «Vegetación arbórea y arbustiva de las sierras del noreste de la provincia de Badajoz». Seguro que la disciplina y la metodología de trabajo que tuvo que desarrollar, le hicieron especializarse y centrarse (científicamente hablando), produciendo resultados mucho más valiosos y valorados por la comunidad científica. En estos años, el ya doctor Pérez Chiscano, desarrollaba un intenso trabajo como científico –en los campos de la botánica y, en menor medida, en el de la ornitología-, como conservacionista (como colaborador asiduo de la SEO), como profesor de ciencias naturales (impartía clases en el Instituto de Bachillerato «Pedro de Valdivia» en Villanueva de la Serena), como farmacéutico, de lo que continuaba ejerciendo con su farmacia del Cruce de Fajardo (pertenecía al Cuerpo de Farmacéuticos Titulares por Oposición), y también, como profesor adjunto interino de la Cátedra de Botánica de la facultad donde estudió –sustituyendo al profesor Monasterio-.
Publicó varios artículos en aquellos años: sobre los resultados de su tesis (en 1976), sobre la flora de La Serena (1978), y sobre representantes del grupo taxonómico de las orquídeas (1977), con las que también iniciaba entonces otra «estrecha colaboración» que le han llevado a ser una autoridad mundial en la materia.
En aquellos momentos, como ahora sucede de vez en vez, cuando alguna amenaza se cierne sobre nuestra naturaleza, se unía al mundo del ecologismo para colaborar directa o indirectamente. Fue con ADENEX, la importante asociación ecologista que nacía entonces para canalizar toda aquella energía de ecologistas que no estaban dispuestos a dejar destruir impunemente la naturaleza extremeña. Nuestro protagonista fue uno de los socios fundadores, junto con Francisco Blanco, Francisco Carbajo y algunos miembros más. Sería presidente más tarde.
Nuestro hombre ha sido un importante colaborador en los inicios de un buen número de asociaciones; ADENEX, ANSER o la Sociedad Micológica de Extremadura. Pero, con una de las que más ha colaborado ha sido con la SEO. En ésta, un buen número de años después de su creación, en 1980, ostentó también el cargo de presidente, en el que se mantuvo durante dos años.
Entre 1985 y 1991 puede decirse que alcanzó sus mayores logros como botánico: el mayor, el descubrimiento de una nueva especie vegetal, la orquídea Serapias perez-chiscanoi Acedo. Pero no se quedó ahí; en 1991 se publicó su primer libro; una guía sobre las orquídeas de Extremadura, que no era en realidad una guía al uso; incorporaba un completísimo estudio biogeográfico, corológico y ecológico de este grupo vegetal. Esta guía fue publicada conjuntamente con Fernando Durán Oliva y con José Ramón Gil Llano, con los que publicó también ese mismo año el descubrimiento de una variedad de otra especie de orquídea, la Ophrys apifera Huds. var almaracensis y de un nuevo taxon para la Orchis morio L., la forma trimaculata.
Sobre el difícil grupo de los narcisos (género Narcissus spp.), el Dr. Pérez Chiscano ha hecho algunos importantes descubrimientos individualmente o en colaboración con el Dr. Fernández Casas (especialista en este grupo vegetal). El más importante, el del Narcissus perez-chiscanoi Fernández Casas, otra nueva especie vegetal descubierta por él en la Garganta de Buen Agua en el término municipal de Puebla de Don Rodrigo, y descrita, publicada y bautizada por Fernández Casas en la revista Fontqueria (1987) con los apellidos de su descubridor. Ambos descubrieron también un híbrido, en 1984, de dos especies de narcisos, el Narcissus x rozeiroi Fernández Casas & Pérez Chiscano, producto del cruce de N. bulbocodium y N. triandrus Subsp. pallidulus.
Desde el descubrimiento de aquellos táxones hasta ahora ha continuado su labor científica, aunque quizás algo más pausadamente; ha realizado y publicado algunos estudios y artículos más, sólo o en colaboración con autores como su amigo Miguel Ladero. Participa en el proyecto «Flora Ibérica» del Real Jardín Botánico de Madrid (CSIC); en el que ha asesorado en los diez volúmenes publicados hasta ahora, y en el que ha colaborado también como colector del herbario del CSIC para este proyecto. También ha publicado recientemente un libro del que es coautor junto con Pedro Escobar García y Trinidad Ruiz Téllez y que lleva por título: «La Serena y sierras periféricas: flora y vegetación».
ADENEX y SEO/BirdLife, le han reconocido su labor respectivamente con el Premio ADENEX de 1997 y con la Medalla de Honor de SEO/BirdLife, con motivo de cumplirse los cincuenta años de su creación en 2004, aproximadamente los mismos que lleva él trabajando y luchando por conocer y conservar la naturaleza. También se le ha concedido recientemente la Medalla de Villanueva de la Serena.

## Algunas publicaciones
- 1975. Avifauna de los cultivos de regadíos del Guadiana (Badajoz). Ardeola 21, 753–794
- 1996. Some notes on Urginea maritima (L.) Baker (Liliaceae). Anales Jard. Bot. Madrid 54:-398
- 1999. Dispersal of Spanish juniper Juniperus thurifera by birds and mammals in a fragmented landscape. Ecography, 22: 193-204
- 2011.Relaciones entre pequeños dípteros y flores de Aristolochia paucinervis Pomel y Aristolochia pistolochia L. (Aristolochiaceae) en Extremadura.[1]

### Libros
- 1991. Orquídeas de Extremadura. Ed. Institución Cultura El Brocense. 223 pp.
- Trinidad Ruiz Téllez, Pedro Escobar García, José Luis Pérez Chiscano. 2007. La Serena y sierras limítrofes: flora y vegetación. Medio ambiente. Ed. Secretaría General, Junta de Extremadura

## Honores
- Socio fundador de la Sociedad Española de Ornitología
- Miembro de Adenex
- Miembro de la Asociación de Naturalistas Amigos de La Serena (Anser)
- Miembro de la Sociedad Micológica Extremeña

### Epónimos
Especies
- (Amaryllidaceae) Narcissus perez-chiscanoi Fern.Casas[2]
- (Orchidaceae) Dactylorhiza × perez-chiscanoi F.M.Vázquez[3]
- (Orchidaceae) Serapias perez-chiscanoi Acedo[4]

- La abreviatura «Pérez-Chisc.» se emplea para indicar a José Luis Pérez Chiscano como autoridad en la descripción y clasificación científica de los vegetales.[5]